# Ami Canaan Mann
Ami Canaan Mann (Londra, 1969) è una regista e sceneggiatrice statunitense, di origini britanniche.

## Biografia
Figlia del regista Michael Mann, dopo aver lavorato come sceneggiatrice e regista in tv ha esordito al cinema nel 2011 con il thriller Le paludi della morte.
Nel 2022, dirige il lungometraggio Audrey's Children dedicato alla vita di Audrey Evans oncologa britannica, interpretato da Natalie Dormer.

## Filmografia

### Sceneggiatrice
- NYPD - New York Police Department (NYPD Blue) – serie TV, 7x19 (2000)
- Nancy Drew – film TV, regia di James Frawley (2002)
- Dakota – serie TV, 3 episodi (2012)
- Jackie & Ryan (2014)

### Regista
- Morning (2001)
- Robbery Homicide Division – serie TV, 1x11 (2003)
- Friday Night Lights – serie TV, 4x10 (2010)
- Le paludi della morte (Texas Killing Fields) (2011)
- Dakota – serie TV, 3 episodi (2012)
- Jackie & Ryan (2014)